# Gábor Tamás Nagy
Dans le nom hongrois Nagy Gábor Tamás, le nom de famille précède le prénom, mais cet article utilise l’ordre habituel en français Gábor Tamás Nagy, où le prénom précède le nom.
Gábor Tamás Nagy, né le 8 octobre 1960 à Budapest, est un homme politique hongrois, député-bourgmestre du 1er arrondissement de Budapest depuis respectivement 1990 et 1998, membre du Fidesz-Union civique hongroise (Fidesz-Magyar Polgári Szövetség, Fidesz-MPSz). 